# Royal Excel Mouscron

Ehemaliges Vereinswappen

Der Royal Excel Mouscron war ein aus einer Fusion hervorgegangener Fußballverein aus dem belgischen Mouscron. Die erste Mannschaft spielte ab 2014 in der höchsten belgischen Spielklasse. In der Saison 2021/22 war sie in die Division 1B abgestiegen. Ende Mai 2022 wurde der Verein wegen Insolvenz aufgelöst.

## Geschichte
Nach dem finanziellen Konkurs des Excelsior Mouscron und der Verweigerung einer Lizenz des Königlichen Belgischen Fußballverbands nahm die Stadt Verhandlungen mit dem RRC Péruwelz über eine Fusion auf. Am 11. März 2010 unterschrieben die Verantwortlichen einen Vertrag. Die Schulden in Höhe von 100.000 Euro wurden übernommen und die Stadt verpflichtete sich, das Trainingscenter Futurospor zu erhalten. Der neue Verein Royal Mouscron-Péruwelz übernahm den R.R.C. Peruwelz, erhielt dessen Lizenznummer 216 und behielt die Vereinsfarben Rot und Blau bei.
In der ersten Saison spielte der Verein in der 4. Liga und stieg im Folgenden in die 3. Liga in die Division A auf. Die Saison 2011/12 konnte der Verein als Meister der Liga für sich entscheiden und stieg direkt in die Zweite Division auf. Die folgende Saison beendete Royal Mouscron-Péruwelz als Zweiter und qualifizierte sich damit für ein Play-off, verlor aber. 2014 wurde Mouscron-Péruwelz Vierter und qualifizierte sich damit erneut für die Play-offs und konnte in die Erste Division aufsteigen.
Im August 2014 gab der Verein bekannt, dass er sich mit Beginn der nächsten Saison 2015/16 in Royal Excel Mouscron umbenennen wird. Eineinhalb Jahre später wurde zudem ein neues Logo eingeführt, welches zuvor durch eine Abstimmung auf der Website des Vereins ermittelt wurde.
In den ersten Jahren nach dem Aufstieg in die 1. Division spielte Excel Mouscron gegen den Abstieg, der stets nur knapp vermieden wurde. In der anschließenden Play-off-Runde erfolgte jeweils keine Platzierung für das Qualifikationsfinale zur Europa League. Die bisher beste Platzierung erreichte der Verein in der Saison 2018/19 mit Platz 10 in der Hauptrunde.
Am 2. September 2018 wurde Bernd Storck für ein Jahr als Trainer, mit der Option der Verlängerung, verpflichtet. Mouscron hatte zu diesem Zeitpunkt nach sechs Spielen null Punkte. Storck gelang es, den Verein vor dem Abstieg zu retten. Am 8. Mai 2019, als Mouscron über die Play-off 2 keine Europacup-Qualifikation mehr erreichen konnte, teilte er dem Verein mit, dass er seinen Vertrag nicht verlängert.
Die Verpflichtung von Bernd Hollerbach als neuen Cheftrainer für die neue Saison wurde am 22. Mai 2019 bekanntgegeben. Hollerbach erhielt einen Vertrag für zwei Jahre. Infolge längerer Erkrankung von Hollerbach wurde am 5. Februar 2020 Philippe Saint-Jean, der bisherige Leiter des Trainingszentrums, vertretungsweise bis zum Ende der Hauptrunde der Saison 2019/20 mit den Aufgabe des Cheftrainers beauftragt. Bereits am 25. Februar 2020 nahm Hollerbach seine Tätigkeit wieder auf.
Die Lizenz für die Saison 2020/21 erhielt Royal Excel Mouscron erst nach Einschaltung des belgischen Schiedsgerichtes für den Sport. Das dort vorgelegte Budget enthielt Einsparungen bei den Ausgaben, was auch eine Senkung des Trainergehaltes bedeutet hätte. Nach Gesprächen wurde der Trainervertrag am 10. Juni 2020 einvernehmlich beendet.
Mitte Juli 2020 übernahm der französische Geschäftsmann Gérard Lopez, der auch Präsident des französischen Erstligisten OSC Lille ist, die Anteile an Mouscron. Lille und Mouscron würden nunmehr kooperieren. Da es in Frankreich keinen Wettbewerb für Reservemannschaften gebe, hätten Nachwuchsspieler von Lille die Möglichkeit, sich bei Mouscron zu entwickeln. Aber auch belgische Nachwuchsspieler sollen in Mouscron gefördert werden. Auf seinen Vorschlag wurde der Franzose Fernando Da Cruz als neuer Trainer verpflichtet.
Mitte Oktober 2020 wurde dieser wieder entlassen, nachdem Mouscron nach dem 9. Spieltag den letzten Tabellenplatz belegte. Einen Tag später wurde Jorge Simão als neuer Trainer bis zum Ende der Saison verpflichtet. Zwar gelang es dem Verein zwischenzeitlich, den letzten Platz zu verlassen. Am Ende der Saison stand er jedoch wieder, punktgleich mit Waasland-Beveren, aber einem Sieg weniger, auf Platz 18 und stieg somit in die Division 1B ab.
In der Saison 2021/22 belegte der Verein den 7. Platz und hätte somit die Klasse gehalten. Allerdings wurde dem Verein Mitte April 2022 wegen Verschuldung zum 7. Mal in den letzten acht Jahren die Profilizenz durch die Lizenzkommission verweigert. Der Verein sollte um zwei Ligen in die 2. wallonische Division der Amateure (ACFF) herabgestuft werden. Anders als in den Vorjahren wurde diese Entscheidung Mitte Mai 2022 vom belgischen Schiedsgericht für den Sport bestätigt.
Nachdem Versuche, einen Käufer für den Verein zu finden, scheiterten, beantragte der Verein am 31. Mai 2022 Insolvenz und ist damit aufgelöst.

## Trainer (unvollständig)
| Amtszeit  | Nat.        | Trainer                                |
| --------- | ----------- | -------------------------------------- |
| 2016–2018 | Rumänien    | Mircea Rednic                          |
| 2018–2019 | Deutschland | Bernd Storck                           |
| 2019–2020 | Deutschland | Bernd Hollerbach                       |
| Feb. 2020 | Belgien     | Philippe Saint-Jean (vertretungsweise) |
| 2020      | Frankreich  | Fernando Da Cruz                       |
| 2020–2021 | Portugal    | Jorge Simão                            |